# V.League 1 2012
Die V.League 1 2012, aus Sponsorengründen auch als Eximbank V.League 1 bekannt, war die 29. Spielzeit der höchsten vietnamesischen Fußballliga seit ihrer Gründung im Jahr 1980. Die Saison begann am 31. Dezember 2011 und endete am 19. August 2012. Titelverteidiger war Sông Lam Nghệ An.

## Mannschaften
| Verein                  | Beheimatet in, Provinz  | Stadion            |
| ----------------------- | ----------------------- | ------------------ |
| Becamex Bình Dương      | Thủ Dầu Một, Bình Dương | Gò-Đậu-Stadion     |
| TĐCS Đồng Tháp          | Cao Lãnh, Cao Lãnh      | Cao Lãnh Stadium   |
| Hà Nội FC (1956)        | Hanoi                   | Hàng-Đẫy-Stadion   |
| Hoàng Anh Gia Lai       | Pleiku, Gia Lai         | Pleiku Stadium     |
| Khatoco Khánh Hòa       | Nha Trang, Khánh Hòa    | Nha Trang Stadium  |
| Kienlongbank Kiên Giang | Rạch Giá, Kiên Giang    | Rạch Giá Stadium   |
| FC Thanh Hóa            | Thanh Hóa, Thanh Hóa    | Thanh Hóa Stadium  |
| Navibank Sài Gòn FC     | Ho-Chi-Minh-Stadt       | Thống Nhất Stadium |
| SHB Đà Nẵng             | Đà Nẵng                 | Chi Lăng Stadium   |
| Xuân Thành Sài Gòn FC   | Ho-Chi-Minh-Stadt       | Thống Nhất Stadium |
| Sông Lam Nghệ An        | Vinh, Nghệ An           | Vinh Stadium       |
| Hà Nội T&T              | Hanoi                   | Hàng Đẫy Stadium   |
| Vicem Hải Phòng         | Hải Phòng               | Lạch Tray Stadium  |
| Vissai Ninh Bình FC     | Ninh Bình, Ninh Bình    | Ninh Bình Stadium  |

## Abschlusstabelle
Stand: Saisonende 2012
| Pl. | Verein                      | Sp. | S  | U  | N  | Tore    | Diff. | Punkte |
| --- | --------------------------- | --- | -- | -- | -- | ------- | ----- | ------ |
| 1.  | SHB Đà Nẵng                 | 26  | 14 | 6  | 6  | 047:310 | +16   | 48     |
| 2.  | Hà Nội T&T                  | 26  | 13 | 8  | 5  | 043:350 | +8    | 47     |
| 3.  | Xuân Thành Sài Gòn FC (N)   | 26  | 12 | 10 | 4  | 043:230 | +20   | 46     |
| 4.  | Sông Lam Nghệ An (M)        | 26  | 9  | 14 | 3  | 044:300 | +14   | 41     |
| 5.  | Hoàng Anh Gia Lai           | 26  | 11 | 6  | 9  | 033:330 | ±0    | 39     |
| 6.  | Becamex Bình Dương          | 26  | 10 | 6  | 10 | 032:310 | +1    | 36     |
| 7.  | Navibank Sài Gòn FC (P)     | 26  | 8  | 11 | 7  | 032:300 | +2    | 35     |
| 8.  | Vissai Ninh Bình FC         | 26  | 10 | 3  | 13 | 040:490 | −9    | 33     |
| 9.  | Hà Nội FC (1956)            | 26  | 9  | 5  | 12 | 046:470 | −1    | 32     |
| 10. | Khatoco Khánh Hòa           | 26  | 9  | 5  | 12 | 033:340 | −1    | 32     |
| 11. | FC Thanh Hóa                | 26  | 9  | 5  | 12 | 032:360 | −4    | 32     |
| 12. | Kienlongbank Kiên Giang (N) | 26  | 9  | 5  | 12 | 030:390 | −9    | 32     |
| 13. | TĐCS Đồng Tháp              | 26  | 7  | 9  | 10 | 032:380 | −6    | 30     |
| 14. | Vicem Hải Phòng             | 26  | 3  | 5  | 18 | 027:590 | −32   | 14     |

| Zum Saisonende 2012: |
| Vietnamesischer Meister und Teilnahme an der Gruppenphase des AFC Cup 2013 Vietnamesischer Pokalsieger und Teilnahme an der Gruppenphase des AFC Cup 2013 Abstieg in die zweite Liga |

| Zum Saisonende 2011: |                                              |
| (M)                  | Amtierender Meister: Sông Lam Nghệ An        |
| (P)                  | Amtierender Pokalsieger: Navibank Sài Gòn FC |
| (N)                  | Aufsteiger aus der zweiten Liga              |

## Beste Torschützen
Stand: Saisonende 2012
| Platz | Spieler                  | Mannschaft              | Tore |
| ----- | ------------------------ | ----------------------- | ---- |
| 1.    | Timothy Anjembe          | Hà Nội FC (1956)        | 17   |
| 2.    | Gastón Merlo             | SHB Đà Nẵng             | 16   |
| 3.    | Huỳnh Kesley Alves       | Xuân Thành Sài Gòn FC   | 15   |
| 4.    | Felix Gbenga Ajala       | TĐCS Đồng Tháp          | 14   |
| 4.    | Christian Nsi Amougou    | Xuân Thành Sài Gòn FC   | 14   |
| 4.    | Hoàng Vũ Samson          | Hà Nội T&T              | 14   |
| 7.    | Nguyễn Văn Quyết         | Hà Nội T&T              | 12   |
| 7.    | Moussa Sanogo            | Vissai Ninh Bình FC     | 12   |
| 9.    | Ganiyu Oseni             | Kienlongbank Kiên Giang | 11   |
| 9.    | Lê Công Vinh             | Hà Nội FC (1956)        | 11   |
| 11.   | Abass Cheikh Dieng       | Sông Lam Nghệ An        | 10   |
| 11.   | Evaldo Goncalves         | Hoàng Anh Gia Lai       | 10   |
| 11.   | Dickson Nwakaeme         | Sông Lam Nghệ An        | 10   |
| 14.   | Gonzalo Damian Marronkle | Hà Nội T&T              | 9    |